# Amphoe Rong Kwang
Amphoe Rong Kwang (thailändisch อำเภอ ร้องกวาง, Aussprache: ʔāmpʰɤ̄ː rɔ́ːŋ kwāːŋ) ist der östlichste Landkreis (Amphoe – Verwaltungs-Distrikt) in der Provinz Phrae in Nordthailand.

## Geographie
Benachbarte Distrikte (von Südwesten im Uhrzeigersinn): die Amphoe Mueang Phrae, Nong Muang Khai und Song der Provinz Phrae, sowie Wiang Sa, Na Noi und Na Muen der Provinz Nan.

## Bildung
In Amphoe Rong Kwang befindet sich der Nebencampus Phrae der Maejo-Universität.

## Verwaltung

### Provinzverwaltung
Der Kreis ist in elf Kommunen (Tambon) eingeteilt, welche sich weiter in 92 Dörfer (Muban) unterteilen.
| Nr. | Name          | Thai     | Muban | Einw. |
| --- | ------------- | -------- | ----- | ----- |
| 1.  | Rong Kwang    | ร้องกวาง  | 12    | 6.942 |
| 4.  | Rong Khem     | ร้องเข็ม   | 09    | 5.043 |
| 5.  | Nam Lao       | น้ำเลา    | 10    | 5.465 |
| 6.  | Ban Wiang     | บ้านเวียง  | 14    | 7.425 |
| 7.  | Thung Si      | ทุ่งศรี     | 15    | 3.196 |
| 8.  | Mae Yang Tan  | แม่ยางตาล | 10    | 4.844 |
| 9.  | Mae Yang Ho   | แม่ยางฮ่อ  | 05    | 3.099 |
| 10. | Phai Thon     | ไผ่โทน    | 09    | 4.139 |
| 13. | Huai Rong     | ห้วยโรง   | 08    | 3.031 |
| 14. | Mae Sai       | แม่ทราย   | 04    | 3.342 |
| 15. | Mae Yang Rong | แม่ยางร้อง | 06    | 3.866 |

Fehlende Nummern gehören zu Tambon, die nun den Kreis Nong Muang Khai bilden.

### Lokalverwaltung
Es gibt zwei Kleinstädte (Thesaban Tambon) im Landkreis:
- Rong Kwang (Thai: เทศบาลตำบลร้องกวาง) besteht aus Teilen der Tambon Rong Kwang, Rong Khem und Thung Si,
- Ban Wiang (Thai: เทศบาลตำบลบ้านเวียง) besteht aus dem gesamten Tambon Ban Wiang.

Außerdem gibt es neun „Tambon Administrative Organizations“ (TAO, องค์การบริหารส่วนตำบล – Verwaltungs-Organisationen) für die Tambon im Landkreis, die zu keiner Stadt gehören.